# نیدرباخهایم
نیدرباخهایم (به آلمانی: Niederbachheim) یک شهر در آلمان است که در Verbandsgemeinde Nastätten واقع شده‌است. نیدرباخهایم ۲۶۹ نفر جمعیت دارد.